# Francesco Olgiati
Francesco Olgiati (Busto Arsizio, 1 de janeiro de 1886 – Milão, 21 de maio de 1962) foi um presbítero, professor universitário e filósofo italiano de tradição neoescolástica.

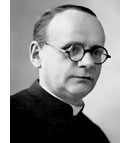
Francesco Olgiati.

## Biografia

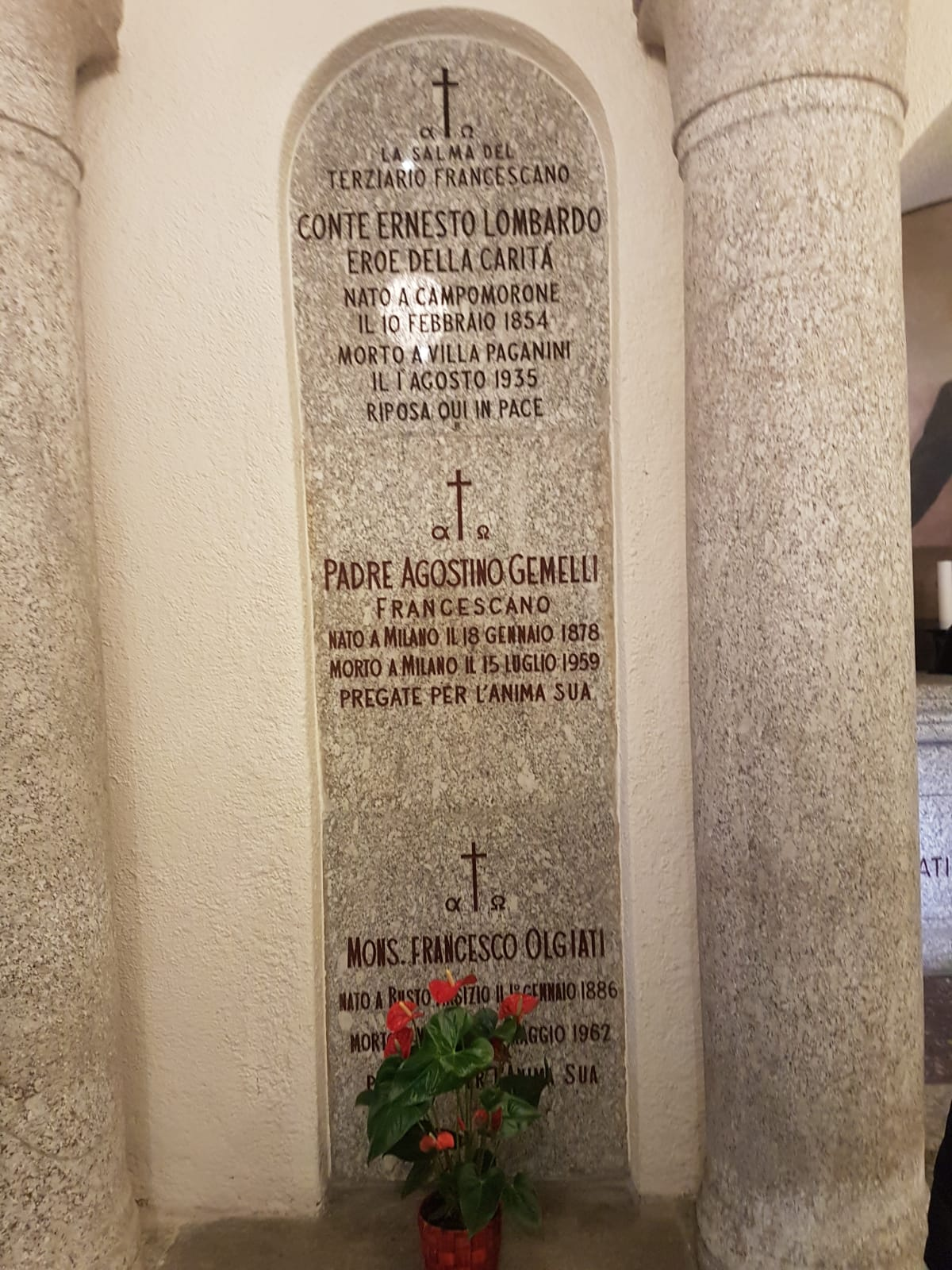
Túmulos de Agostino Gemelli e de Francesco Olgiati.

Filho de Giuseppe Olgiati e de Teresa Ferrario, se formou no seminário em Milão e, em 13 de junho de 1908, foi ordenado padre pelo cardeal Andrea Carlo Ferrari.
Após uma pausa de alguns anos em decorrência de uma doença, colaborou com o padre Agostino Gemelli e com Ludovico Necchi na Rivista di Filosofia Neo-Scolastica. Com eles, fundou o jornal Vita e Pensiero. Foi premiado com os títulos de Cameriere Segreto (Garçom Secreto), pelo Papa Pio XI, e de Protonotario Apostolico (Protonotário Apostólico), pelo Papa Pio XII. Foi, também, com Agostino Gemelli, um dos fundadores da Universidade Católica do Sagrado Coração, onde foi professor nas Faculdades de Letras, de Magistério e de Direito. A partir de 1922, foi o vice-presidente da Rivista del Clero Italiano, ao lado de Agostino Gemelli.
Foi o autor de incontáveis escritos relacionados à religião e à instrução. Alguns de seus mais notáveis alunos foram Virgilio Melchiorre e Giovanni Reale.
A versão italiana do livro Cartas de Um Diabo a Seu Aprendiz, escrito por C. S. Lewis, além de ser dedicada a J. R. R. Tolkien, também o é a Mons. Olgiati.

## Obras
- Religione e Vita (1919);
- Schemi di Conferenze (1938);
- Il Concetto di Giuridicità in San Tommaso d'Aquino (1943);
- Il Sillabario della Teologia (1952);
- I Fondamenti Della Filosofia Classica (1964);
- Carlo Marx;
- Il Sillabario della Morale Cristiana; e
- Il Sillabario del Cristianesimo.